# 블러드 앤 와인
《블러드 앤 와인》(영어: Blood and Wine)은 미국에서 제작된 밥 레이펄슨 감독의 1996년 범죄 스릴러 영화이다. 잭 니컬슨 등이 출연하였고, 제러미 토머스 등이 제작에 참여하였다.

## 출연진
- 잭 니컬슨
- 스티븐 도프
- 제니퍼 로페즈
- 주디 데이비스
- 마이클 케인
- 해럴드 페리노
- 로빈 피터슨
- 마이크 스타
- 존 사이츠
- 마크 매콜리
- 댄 데일리
- 마르타 벨라스코

## 기타 제작진
- 협력 제작: 캐슬린 코트니, 테리 밀러
- 미술: 리처드 실버트
- 의상: 린디 헤밍